# معدن نمک ویلیچکا
معدن نمک ویلیچکا (لهستانی: Kopalnia soli Wieliczka) در شهر ویلیچکا، جنوب لهستان و میان منطقه کلان‌شهری کراکوف قرار دارد.
از دوران نوسنگی، در این معدن سدیم کلراید (نمک) از طریق ٓآب‌نمک بالا آمده تهیه می‌شد. معدن نمک ویلیچکا، که از سده ۱۳ میلادی تا سال ۲۰۰۷ همواره نمک تولید می‌کرد و یکی از کهن‌ترین معادن نمک فعال در تاریخ است.
به دلایل ریختن نمک و رطوبت، استخراج نمک به‌طور تجاری در سال ۱۹۹۶ متوقف شد.
معدن نمک ویلیچکا هم‌اکنون یک بنای تاریخی در لهستان و یک میراث جهانی یونسکو است.